# Тигнян Володимир Олександрович
Володи́мир Олекса́ндрович Тигня́н — старший солдат Збройних сил України, учасник російсько-української війни.

## Короткий життєпис
Навчався в Катеринівській загальноосвітній школі І—ІІІ ступенів до 6-го класу, згодом родина переїздить до селища Нового, звідти — до Кіровограда. 2008 року закінчив ПТУ № 8, муляр, монтажник сталевих та залізобетонних конструкцій, електрозварник ручного зварювання. У 2009—2010 роках проходив строкову службу, навчальний центр «Десна».
Мобілізований у жовтні 2014-го, механік-водій, 300-й навчальний танковий полк — 169-й навчальний центр Сухопутних військ. Командир відділення навчально-танкового взводу, навчав новоприбулих солдатів. На передовій доводилося голодувати, виручав хист рибалки.
16 січня 2015-го загинув поблизу кургану «Гостра Могила» біля селища Польове (Шахтарський район): після мінометного обстрілу бойова машина вийшла з ладу, загорілася, Володимир скерував її у ставок. Двом членам екіпажу вдалося вибратися, Володимира Тигняна не змогли витягти — заклинило люк.
Похований у місті Кіровоград, Рівненське кладовище. Без Володимира лишилися мама Лада Миколаївна, брат-близнюк Валерій та сестра.

## Нагороди та вшанування
- Указом Президента України № 311/2015 від 4 червня 2015 року, «за особисту мужність і високий професіоналізм, виявлені у захисті державного суверенітету та територіальної цілісності України, вірність військовій присязі», нагороджений орденом «За мужність» III ступеня (посмертно)[1].
- 9 квітня 2015 року на будівлі Катеринівської школи, де навчався Володимир, відкрили меморіальну дошку його честі.
- Вшановується в меморіальному комплексі «Зала пам'яті», в щоденному ранковому церемоніалі 16 січня[2][3].